# Periklis Pierrakos-Mavromichalis

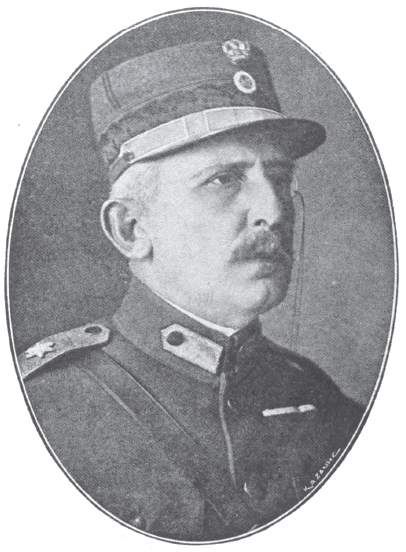
Periklis Pierrakos-Mavromichalis (1922)

Periklis Pierrakos-Mavromichalis (auch Mavromichalis-Pierrakos, griechisch Περικλής Πιερράκος Μαυρομιχάλης; * 1863; † 1938) war ein griechischer General, Politiker und Fechter. Er war Mitglied der bekannten Maniotenfamilie Mavromichalis. Er war General des Griechischen Heers. Er kämpfte im Türkisch-Griechischen Krieg im Jahr 1897 sowie in den Balkankriegen 1912 und 1931 und im Ersten Weltkrieg (als Oberstleutnant). Im Griechisch-Türkischen Krieg von 1919 bis 1922 wurde er zum Generalleutnant ernannt. Nach seiner Militärkarriere wurde er im Jahr 1922 griechischer Innenminister. 1924 wurde er zum Verteidigungsminister ernannt. Anschließend wurde er 1929 in den griechischen Senat gewählt.
Perikles Pierrakos-Mavromichalis war als Fechter Teilnehmer der Fechtwettkämpfe bei den Olympischen Sommerspielen 1896 in Athen. Er trat im Florettwettkampf an und wurde nach einem 3:1-Sieg gegen Henri Delaborde, einem 3:0-Sieg gegen Ioannis Poulos und einer 1:3-Niederlage gegen Henri Callot Zweiter seiner Vorrunde. Damit war er automatisch Dritter.